# Vannius (Quaden)
Vannius war ein von Drusus Caesar eingesetzter König (Regierungszeit 19–50 n. Chr.) des suebischen Volksstammes der Quaden.
Nach der Zerschlagung des Markomannenreichs des Marbod und der Flucht des kurzzeitigen Nachfolgers Catualda setzte Drusus Caesar 19 n. Chr. über die von ihm zunächst festgehaltenen und später am nördlichen Donauufer angesiedelten germanischen Gefolgschaften beider Herrscher den romfreundlichen Quaden Vannius als rex ein. Dieser Klientelkönig trachtete jedoch bald nach einer Erweiterung des von ihm beherrschten Territoriums, holte sich militärische Verstärkung durch Hilfstruppen der Jazygen und erbaute Fliehburgen; außerdem führte er große Beutezüge durch. Vannius’ Verhalten bewirkte, dass er zu den in der Nähe seines Reichs siedelnden Stämmen der Hermunduren und Lugier in Gegensatz geriet. Darüber hinaus rebellierten 50/51 n. Chr. auch seine Neffen (Schwesternsöhne) Vangio und Sido gegen ihn. Trotz seines Ersuchens, dass ihn Kaiser Claudius unterstützen möge, erhielt Vannius in der entscheidenden militärischen Auseinandersetzung keine Hilfe von Seiten des pannonischen Statthalters Sextus Palpellius Hister. Vannius musste sich geschlagen geben. Er wurde mit seinen Begleitern von Palpellius auf dessen Donauflotte aufgenommen und bekam Wohnsitze in Pannonien zugeteilt.